# Célyne Durand
 (août 2025).
La mise en forme du texte ne suit pas les recommandations de Wikipédia : il faut le « wikifier ».
Les points d'amélioration suivants sont les cas les plus fréquents. Le détail des points à revoir est peut-être précisé sur la page de discussion.
- Les titres sont pré-formatés par le logiciel. Ils ne sont ni en capitales, ni en gras.
- Le texte ne doit pas être écrit en capitales (les noms de famille non plus), ni en gras, ni en italique, ni en « petit »…
- Le gras n'est utilisé que pour surligner le titre de l'article dans l'introduction, une seule fois.
- L'italique est rarement utilisé : mots en langue étrangère, titres d'œuvres, noms de bateaux, etc.
- Les citations ne sont pas en italique mais en corps de texte normal. Elles sont entourées par des guillemets français : « et ».
- Les listes à puces sont à éviter, des paragraphes rédigés étant largement préférés. Les tableaux sont à réserver à la présentation de données structurées (résultats, etc.).
- Les appels de note de bas de page (petits chiffres en exposant, introduits par l'outil «  Source ») sont à placer entre la fin de phrase et le point final[comme ça].
- Les liens internes (vers d'autres articles de Wikipédia) sont à choisir avec parcimonie. Créez des liens vers des articles approfondissant le sujet. Les termes génériques sans rapport avec le sujet sont à éviter, ainsi que les répétitions de liens vers un même terme.
- Les liens externes sont à placer uniquement dans une section « Liens externes », à la fin de l'article. Ces liens sont à choisir avec parcimonie suivant les règles définies. Si un lien sert de source à l'article, son insertion dans le texte est à faire par les notes de bas de page.
- La présentation des références doit suivre les conventions bibliographiques. Il est recommandé d'utiliser les modèles {{Ouvrage}}, {{Chapitre}}, {{Article}}, {{Lien web}} et/ou {{Bibliographie}}. Le mode d'édition visuel peut mettre en forme automatiquement les références.
- Insérer une infobox (cadre d'informations à droite) n'est pas obligatoire pour parachever la mise en page.

Pour une aide détaillée, merci de consulter Aide:Wikification.
Si vous pensez que ces points ont été résolus, vous pouvez retirer ce bandeau et améliorer la mise en forme d'un autre article.
 (août 2025).
Si vous disposez d'ouvrages ou d'articles de référence ou si vous connaissez des sites web de qualité traitant du thème abordé ici, merci de compléter l'article en donnant les références utiles à sa vérifiabilité et en les liant à la section « Notes et références ».
Pour les articles homonymes, voir Durand.
Célyne Durand est une actrice et présentatrice de télévision française née le 8 février 1983 ou 1985 à Ingwiller (Bas-Rhin).
Elle est connue pour avoir présenté un journal particulier sexy sur Comédie ! et pour sa participation à la saison 3 de la télé-réalité La Ferme Célébrités en Afrique en 2010. Elle a également joué dans des films et des séries télévisées comme Sous le soleil, Les Mystères de l'amour et présenté diverses émissions télé vitrine et télé shopping sur TF1, ainsi que des émissions de poker ou de jeux vidéo notamment sur Game One ou encore RTL9.

## Biographie
Fille d'un militaire[source insuffisante], Célyne Durand est élue Miss Pays d'Olmes 1998. Après avoir passé son bac scientifique, elle se lance dans des études dans le secteur bancaire et travaille au Crédit lyonnais, tout en souhaitant devenir actrice[source insuffisante]. Elle participe à plusieurs défilés de mode. Peu de temps après, elle devient animatrice télé pour quelque chaînes (Chaîne du groupe AB etc.) où elle présente des émissions de télé tirelire ou call tv. Elle commence avec l'émission Les Nuz sur Comédie !, un journal télévisé où la présentatrice se déshabille au fur et à mesure,,,.
En janvier 2010, elle participe au jeu de télé-réalité La Ferme Célébrités en Afrique sur TF1,, qu'elle quitte à la suite de problèmes d'allergie aux insectes[source secondaire souhaitée],, lors de la 4e semaine.
Elle aide Magloire dans la script-réalité Objectif 40 sur NRJ 12. Elle interprète également une bimbo sexy dans le clip Hot Summer With My Love du chanteur tahitien Ken Carlter,.
En décembre 2010, elle joue dans le clip de Like A Sextoy du groupe La Caravane Passe. En 2012, elle présente une émission quotidienne de poker, Jackpot TV, sur le site Luckyjack.tv.
En mars 2024, elle est arrêtée alors qu'elle manifeste pour l'association de défense des animaux PETA devant un défilé Louis Vuitton à Paris.

## Filmographie

### Cinéma
- 2008 : Coluche, l'histoire d'un mec : Une amie de Coluche[1][source insuffisante]
- 2009 : Le Coach : La cliente de librairie
- 2010 : Le Baltringue : Une ex-star de télé-réalité
- 2011 : Beur sur la ville : Une fille
- 2016 : « l’Elan » d Étienne Labrou film fantastique rôle d Heneke une jeune roumaine .
- 2018 : « Norma » la vie secrète de Maryline , réalisé par David Lucchini

### Télévision
- [vers 2005/2006 ?] : Typex et Nitro (pilote) : 4In[Quoi ?]
- 2009 : Nos années pension : Saison 3 dans le rôle d'Héloïse
- 2007 : Sous le soleil : Saison 12, épisodes 27 (L'emmerdeuse) et 28 (Menteur) : Sonia
- 2008 : R.I.S Police scientifique : Saison 3, épisode 7 : Sandra Garnier
- 2009 : Le chasseur (série télévisée) : Saison 1, épisode 1 : La journaliste
- 2010 : La Ferme Célébrités en Afrique (TV réalité)
- 2010 : ijob (web-serie) : tous les épisodes
- 2010 : Plan biz (web-serie) : 1er épisode : conseillère bancaire
- 2011-2015 : Les mystères de l'amour : Mylène (saison 2, 3, 6, 7, 8 et 9)[17][source insuffisante]
- 2015 : CQFD ! Ce qu'il fallait détourner : la fiancée du 3e radin

## Émissions de télévision
- 2006 : Les nuz sur Comédie !
- 2007 : La nuit est à vous sur NT1
- Juin 2007-Octobre 2007 : L'Appel Gagnant sur RTL9 et AB1
- 2010 : Game One Update sur Game One
- ID Casino sur IDF1
- Jackpot TV sur MCE
- 2012/2014 : Televitrine sur TF1 , Teleshopping animatrice mode , forme , minceur et beauté
- 2012:on achève bien l'info sur France 4

## théâtre
2012/2013 « le clan des divorcées » d’Alil Vardar » le rôle de la bibole : jeune anglaise divorcée 3 en scènes à la grande comédie de Paris
2019/2020 « qu’est ce qu’on bouffe » l'art du théâtre de Laurent b. Elle partage l'affiche avec l'humoriste baba Rudy du Jamel Comedy Club.